# Домање
Домање (фр. Domagné) насеље је и општина у северозападној Француској у региону Бретања, у департману Ил и Вилен која припада префектури Рен.
По подацима из 2006. године у општини је живело 2024 становника, а густина насељености је износила 70 становника/km². Општина се простире на површини од 29 km². Налази се на средњој надморској висини од 86 метара (максималној 96 m, а минималној 43 m).

## Демографија
| 1962. | 1968. | 1975. | 1982. | 1990. | 2011. |
| ----- | ----- | ----- | ----- | ----- | ----- |
| 1.326 | 1.232 | 1.220 | 1.487 | 1.499 | 2.251 |

График промене броја становника у току последњих година